# 京町通り (佐世保市)
京町通り（きょうまちどおり）は、長崎県佐世保市の上京町、下京町からなる商店街である。

## 概要
タリーズコーヒーやミスタードーナツといった全国チェーンの飲食店から小型の食品スーパーなど様々な店舗が軒を連ねている。
国道35号沿いに長く伸びた通りと、四ヶ町商店街に直結している通りとが合わさった商店街で、上空から見るとL字のような形をしている。
四ヶ町商店街と直結しており、休日などは両商店街を行き来し買い物を楽しむ人々が多く見られる。

## 交通アクセス
- JR佐世保線 佐世保駅から徒歩で約10分。
- 路線バス：佐世保駅前から西肥バス（させぼバスも含む）「京町」停留所下車。

## 周辺情報
- 国道35号
- 戸尾市場
- 四ヶ町商店街
- 佐世保駅